# Metator pardalinus
Espèce
Synonymes
- Psinidia pardalina Saussure, 1884[1]
- Trachyrhachis pardalina (Saussure, 1884)[1]
- Mestobregma pardalina (Saussure, 1884)[1]
- Metator pardalina (Saussure, 1884)[1]
- Psinidia maculosa Saussure, 1884[1]
- Mestobregma maculosa (Saussure, 1884)[1]
- Trachyrhachis maculosa (Saussure, 1884)[1]

Metator pardalinus, de nom commun Criquet à pattes bleues, est une espèce nord-américaine d'orthoptères de la famille des Acrididae.

## Description
Le criquet à pattes bleues est une grande espèce beige et brune. L'angle postéro-ventral du lobe pronotal est aigu et tiré vers le bas. L'élytre présente de nombreuses taches brun foncé et une strie pâle sur le bord extérieur du champ dorsal. Les stries de l'élytre plié convergent vers l'arrière. Les ailes postérieures sont marquées par une large bande externe sombre et la zone interne ou basale est de couleur jaune, orange ou rouge. La face interne du fémur postérieur présente des bandes alternées de bleu clair et bleu foncé ; la bande à côté du genou est parfois bronzée. Le tibia postérieur du mâle est bleu moyen, celui de la femelle est bleu clair sur la face externe et bleu moyen sur la face interne. Le mâle a souvent le dessus et les côtés de l'abdomen colorés en bleu.
Les nymphes sont identifiables par leur forme, leurs structures et leurs motifs de couleur.

## Répartition
Metator pardalinus a une vaste aire de répartition géographique dans l'ouest de l'Amérique du Nord. Il habite les prairies à herbes courtes, mixtes, à graminées, désertiques et à herbes hautes. Dans la prairie mixte du nord, où les populations atteignent leurs densités les plus élevées, l'espèce préfère vivre dans des zones dominées par le Pascopyrum. Ce sont des habitats mésiques qui se produisent couramment sur les plateaux de sol argileux, dans les fonds de vallée et dans les anciens lits de lacs secs. La relation étroite plante-insecte est probablement la principale raison d'une répartition inégale de cette sauterelle.

## Comportement

### Alimentation
Le criquet à pattes bleues se nourrit fortement des graminées indigènes, en particulier du Pascopyrum. Il se nourrit presque exclusivement d'herbes et de Cyperaceae. On a observé qu'il se nourrissait des feuilles vertes du Pascopyrum, de l'agropyre à épi, du Hesperostipa comata, de Nassella viridula (en), de Sporobolus cryptandrus (en), de Koeleria macrantha et de Bouteloua gracilis.
Le criquet à pattes bleues se nourrit également de litière d'herbe verte et sèche et de déjections de bétail sèches. 
Les dégâts sur les cultures sont généralement causés par la participation d'autres espèces, souvent avec Aulocara elliotti ou Aulocara femoratum.
La méthode d'attaque d'une plante hôte par cette sauterelle est inhabituelle. Rampant sur le sol, un adulte affamé entre en contact avec une plante hôte telle que le Pascopyrum ou Hesperostipa comata, grimpe sur la plante et coupe une section terminale de feuille de 7 à 10 cm, qui tombe au sol. Manipulant le terminal coupé avec ses tarses avant, il le dévore d'un bout à l'autre.
L'épuisement de ses plantes alimentaires préférées et la détérioration de l'habitat sont deux stimuli possibles pour la probable émigration du criquet à pattes bleues.

### Vol
Possédant de longues ailes qui s'étendent au-delà de l'extrémité de l'abdomen et de puissants pouvoirs de vol, le criquet à pattes bleues est bien connu pour ses tendances vagabondes. Dans le Colorado, son altitude de résidence supérieure est de 1 450 m à l'extrémité ouest des plaines, mais on l'a recensé plus à l'ouest à plusieurs endroits dans les montagnes, le plus élevé à 2 850 m.
Les vols évasifs commencent vers 8 h 30 DST par temps clair lorsque les températures du sol ont dépassé 15 °C. Ces vols sont droits et mesurent de 15 à 30 cm de hauteur, les adultes crépitent doucement et parcourent des distances de 1 à 4,5 m.

### Parasite
Un facteur de contrôle biologique affectant les populations de criquets à pattes bleues est le parasitisme de Trichopsidea clausa (sv). Certaines années, 80% des femelles d'une population sont infestées de larves parasites. Une femelle parasitée est incapable de se reproduire, car tous les œufs et les tissus mous sont consommés par une larve envahissante. En se développant jusqu'à maturité, une larve quitte son hôte, qui meurt ensuite. Fait intéressant, Aulocara elliotti n'est pas affectée par ce parasite. La minuscule larve, de 0,5 mm de longueur, peut envahir un individu mais elle est isolée et tuée par l'hôte résistant.